# 脇雅世
脇 雅世（わき まさよ）は日本の料理研究家。

## 著書
- 1998年
  - 『お鍋でごちそう 煮込みとスープ』雄鶏社、1998年11月。ISBN 978-4277630238。
- 1999年
  - 『おしゃれなおやつ―2~6才の子供と作る簡単お菓子から本格デザートまで』小学館、1999年2月。ISBN 978-4091033659。
  - 『30分でだいじょうぶ うちのファミリー・フレンチ』文化出版局、1999年10月。ISBN 978-4579206896。
  - 『おうちでイベントクッキング―みんなが集まるときの、とっておきのメニュー』講談社、1999年11月。ISBN 978-4062099738。
- 2000年
  - 『好き嫌いをなくす子供の料理と栄養―よい身体とよい頭脳』グラフ社、2000年5月。ISBN 978-4766205732。
  - 『うちのお菓子はちょっとちがう―脇さんちのマジックレシピ54』文化出版局、2000年11月。ISBN 978-4579207374。
- 2001年
  - 『リンゴノオカシ』日本放送出版協会、2001年2月。ISBN 978-4141878179。
  - 『パリっ子の台所から』扶桑社、2001年3月。ISBN 978-4594030971。
  - 『脇さんちの「一汁一菜」元気ごはん―ちょっとおいしい種あかし』講談社、2001年5月。ISBN 978-4063467512。
  - 『ほっ、とスープ―Hot soup (2)』SSコミュニケーションズ、2001年11月。ISBN 978-4827541038。
- 2002年
  - 『じつは、和食好き』文化出版局、2002年5月。ISBN 978-4579208128。
  - 『フランス仕込みの節約生活術128』集英社、2002年11月。ISBN 978-4086500173。
  - 『大好き!チョコレートのお菓子―作りたい。贈りたい。はじめてでもできる、かわいくて、おいしい手づくりレシピ。』大泉書店、2002年11月。ISBN 978-4278037463。
- 2003年
  - 『がんばらない!洋食―四季のおかずレシピ93』集英社、2003年9月。ISBN 978-4081050727。
- 2004年
  - 『毎日ムリなく手早くおべんとう―脇流カンタン法則』講談社、2004年2月。ISBN 978-4062716239。
  - 『子どものシンプルおかずとおやつ―じょうぶな体に!』主婦の友社、2004年3月1日。ISBN 978-4072418154。
  - 『つくりたい!食べたい!料理大百科〈4〉あまくておいしいお菓子がいっぱい』あかね書房、2004年4月。ISBN 978-4251093646。
  - 『梅干し・漬け物・保存食―娘に伝えたいおいしい手作り』主婦の友社、2004年4月1日。ISBN 978-4072406786。
  - 『置く・休ませる―時間がおいしくしてくれる料理をつくる』地球丸、2004年12月。ISBN 978-4860670375。
  - 『昔ながらのお母さんのおかず』西東社、2004年12月。ISBN 978-4791612857。
- 2005年
  - 『脇雅世のDVD料理教室 みんなが喜ぶ基本の洋食』講談社、2005年4月8日。ISBN 978-4062716369。
  - 『ちょっと自慢のパリごはん』集英社、2005年7月20日。ISBN 978-4086500937。
  - 『大好き!フルーツのお菓子―おいしさをギュッとつめこんで』大泉書店、2005年10月。ISBN 978-4278037630。
  - 『脇雅世のお菓子と道具』主婦の友社、2005年10月1日。ISBN 978-4072482667。
- 2006年
  - 『初心者版 フライパンで自慢おかず』主婦と生活社、2006年4月。ISBN 978-4391131949。
  - 『脇雅世さんちのからだにやさしいかんたんおやつ―くり返し作りたくなるお手軽レシピ』主婦の友社、2006年4月1日。ISBN 978-4072512227。
  - 『IHクッキング マスターレシピ』講談社、2006年4月1日。ISBN 978-4062783521。
- 2007年
  - 『脇雅世さんのめしあがれ体にやさしいスープおかず―家族の健康はSoupでつくる!』主婦と生活社、2007年11月。ISBN 978-4391625509。
  - 『IHクッキング 基本のレシピ』講談社、2007年11月29日。ISBN 978-4062783798。
- 2008年
  - 『シンプルごはん100―毎日食べたい、おいしいアイデアごはんが100種類!』サンリオ、2008年2月。ISBN 978-4387071563。
  - 『ビストロWAKIのとっておきおつまみおかず―フレンチアイデアの簡単レシピがいっぱい!』主婦と生活社、2008年4月。ISBN 978-4391626179。
  - 『朝忙しくないおべんとう』オレンジページ、2008年9月17日。ISBN 978-4873035864。
  - 『圧力鍋お役立ちレシピ―かんたん、おいしい、超早い!』日本文芸社、2008年10月16日。ISBN 978-4537206777。
- 2009年
  - 『しょうが焼きからステーキまで。』小学館、2009年3月12日。ISBN 978-4091022325。
- 2010年
  - 『ソース＆ディップ―味のバリエーションが広がる!』大泉書店、2010年9月。ISBN 978-4278037821。
  - 『まるごと柑橘レシピ』家の光協会、2010年9月29日。ISBN 978-4259563097。
  - 『いつもの味がランクアップ！ 新 料理のコツ』オレンジページ、2010年10月15日。ISBN 978-4873037233。
- 2011年
  - 『IHクッキング スイーツレシピ』講談社、2011年5月26日。ISBN 978-4062995252。
  - 『もっとおいしい!フライパン』成美堂出版、2011年6月。ISBN 978-4415310619。
- 2012年
  - 『はじめても大丈夫！きほんの園児おべんとう』成美堂出版、2012年2月。ISBN 978-4415311890。
  - 『夏カレー冬カレー―簡単おうちカレーから、欧風、本格スパイスカレーまで』大泉書店、2012年6月。ISBN 978-4415311890。
  - 『こんにゃく博物館の満腹こんにゃくレシピ: 日本の健康食材で毎日元気』主婦と生活社、2012年6月20日。ISBN 978-4391633214。

## 共著
- パトリス・ジュリアン『土曜日のごちそう―ふたりでつくるデミグラスソースとホワイトソースのハッピーレシピ』アーティストハウスパブリッシャーズ、2005年3月。ISBN 978-4902088533。

## エピソード
1981年から1991年にかけて、当時マツダスピードのドライバー兼マネージャーだった寺田陽次郎から依頼を受けて、ル・マン24時間レースに参戦する同チームのスタッフ向けの食事を作る業務に就いていたことがある。当時はドライバー・スタッフ合わせて最大で約120名ほどの昼食と夕食を供給していた。本当は長女の出産の関係から1990年を最後にチームから離れるはずだったが、91年にどうしても優勝したかった寺田が、脇のために専属でベビーシッターを用意する条件でわざわざ呼び戻したという。